# Robert Ranulph Marett
Robert Ranulph Marett (13. června 1866 Jersey – 18. února 1943 Oxford) byl anglický antropolog, známý především svými výzkumy počátků etiky a náboženství, emocionalistickým přístupem k počátkům náboženství a magie a koncepcí animatismu, tedy hypotézou o víře v neosobní nadpřirozenou sílu, která měla být nejstarší formou náboženství. Svým důrazem na náboženskou zkušenost a pocity jednotlivce jeho dílo připomíná fenomenologický přístup ke studiu náboženství, který se objevoval v téže době u některých kontinentálních badatelů.
Marett byl oceňován pro svůj jasný styl psaní, který prospěl popularizaci antropologie, a široký záběr jeho znalostí, věnoval se například také tématu pravěké archeologie a vydal sérii slavných přednášek na téma Platónovy Ústavy.

## Kariéra
Robert R. Marett získal sekundární vzdělání na Victoria College v Jersey, v roce 1885 pak nastoupil na Balliol College Oxfordské univerzity, kde se věnoval klasickým studiím. Od roku 1891 působil na Exeter College Oxfordské univerzity, v 90. letech také počal jeho zájem o antropologii a pravěkou archeologii. V roce 1909 pomáhal zakládat Oxford University Anthropological Society, následně pak založil místní katedru antropologie. Od roku 1928 byl rektorem Exeter College a v roce 1936 odešel do důchodu.

## Myšlení
Robert R. Marett významně přispěl k diskusi o původu náboženství a magie, které v druhé polovině 19. století dominovaly hypotézy Edwarda B. Tylora a Jamese Frazera, považovaných za největší antropology své doby. Podle intelektualistického přístupu Tylora a Frazera představovaly náboženství a magie předvědecké pokusy o racionální pochopení a vysvětlení světa, zatímco Marett nabídl více psychologizující perspektivu. Oba fenomény mají podle jeho názoru původ v pocitu úcty, bázně či úžasu, a sloužit k povzbuzení či uvolnění emocionálního napětí skrze symboly a obřady, když běžné prostředky selžou. Taktéž odmítl Tylorovu hypotézu o animismu, tedy víře v duchy a duchovní bytosti, jako nejstarší podobě náboženství a namísto toho postuloval starší fázi, kterou nazval animatismus. Během té měla existovat pouze představa nadpřirozené, neosobní, síly, která se může vtělit do lidí, zvířat nebo předmětů a kterou označoval polynéským termínem mana. Jako protiklad či zápornou formu many pak chápal tabu.
Velmi podobnou hypotézu o původu magie jako nástroje vypořádání se citovým napětím zastával Marettův o něco mladší současník, antropolog Bronisław Malinowski, jeho názor na původ náboženství se však lišil.